# Палочки (игра)
«Па́лочки» («точки и квадраты», «сундучки», цветные крестики-нолики), «точки» — настольная игра для 2-х и более человек на листке бумаги в клетку.

Пример игры в палочки на поле 2х2.

## Условия игры
Для игры в палочки требуется как минимум 2 человека, чистый или частично чистый листок бумаги в клетку и авторучка или карандаш, а лучше несколько, по числу участников.

## Правила игры
Сначала игроки подготавливают игровое поле: на листке рисуют по сторонам клеток квадрат (обычно 6х6, однако возможны другие варианты с использованием не только квадратов, но и прямоугольников и вообще произвольных фигур, иногда даже без границ — всё зависит от фантазии участников и исписанности листка).
Ходы делаются по очереди. Ход заключается в следующем: участник рисует по сторонам клеток внутри игрового поля отрезок длины 1. На этом ход заканчивается и передаётся следующему участнику в случае, если в результате хода не образовался из ранее отмеченных отрезков или границ игрового поля квадрат 1х1. В случае, когда такой квадрат образуется, участник ставит в него свой символ (как правило, в игре с 2 людьми это крестик или нолик) и получает призовой ход (который обязан использовать).
Когда всё игровое поле заполнено, то есть не осталось ни одного пустого квадрата и ни одного пустого отрезка длины 1, игра заканчивается. Начинается подсчёт очков, то есть символов в квадратах 1х1 каждого участника. Чем больше очков набрал человек, тем лучше, то есть выигрывает тот (или те), у кого больше всех очков.

## Стратегия
Полный набор стратегий достаточно сложен и до сих пор не классифицирован. Так, только в 2001 году было доказано, что игра на поле 3х5 выигрышна для второго игрока.